# Las Quintas Fronterizas
Las Quintas Fronterizas è un census-designated place degli Stati Uniti d'America situato nella contea di Maverick dello Stato del Texas.
La popolazione era di 3.290 persone al censimento del 2010.

## Geografia fisica
Las Quintas Fronterizas è situata a 28°41′30″N 100°28′13″W (28.691662, -100.470167).
Secondo lo United States Census Bureau, ha un'area totale di 0,7 miglia quadrate (1,8 km²).

## Società

### Evoluzione demografica
Secondo il censimento del 2000, c'erano 2.030 persone, 489 nuclei familiari e 448 famiglie residenti nella città. La densità di popolazione era di 3.047,4 persone per miglio quadrato (1.169,8/km²). C'erano 568 unità abitative a una densità media di 852,7 per miglio quadrato (327,3/km²). La composizione etnica della città era formata dal 76,70% di bianchi, lo 0,59% di afroamericani, lo 0,10% di nativi americani, il 19,90% di altre razze, e il 2,71% di due o più etnie. Il 99,01% della popolazione erano Ispanici o latinos di qualunque razza.
C'erano 489 nuclei familiari di cui il 60,9% aveva figli di età inferiore ai 18 anni, il 74,0% aveva coppie sposate conviventi, il 15,1% aveva un capofamiglia femmina senza marito, e l'8,2% erano non-famiglie. L'8,0% di tutti i nuclei familiari erano individuali e il 3,9% aveva componenti con un'età di 65 anni o più che vivevano da soli. Il numero di componenti medio di un nucleo familiare era di 4,15 e quello di una famiglia era di 4,40.
La popolazione era composta dal 39,6% di persone sotto i 18 anni, il 10,6% di persone dai 18 ai 24 anni, il 27,3% di persone dai 25 ai 44 anni, il 16,8% di persone dai 45 ai 64 anni, e il 5,6% di persone di 65 anni o più. L'età media era di 25 anni. Per ogni 100 femmine c'erano 90,8 maschi. Per ogni 100 femmine dai 18 anni in giù, c'erano 86,6 maschi.
Il reddito medio di un nucleo familiare era di 21.648 dollari e quello di una famiglia era di 23.333 dollari. I maschi avevano un reddito medio di 16.620 dollari contro i 11.429 dollari delle femmine. Il reddito pro capite era di 5.364 dollari. Circa il 40,3% delle famiglie e il 38,5% della popolazione erano sotto la soglia di povertà, incluso il 41,8% di persone sotto i 18 anni e il 64,2% di persone di 65 anni o più.